# Escudo de Cantabria
El escudo de Cantabria, adoptado el 22 de diciembre de 1984, es de forma cuadrilonga (denominado «escudo español» según los criterios de la heráldica), con la punta redondeada de estilo español y el campo cortado. Primero, en campo de azur, torre de oro almenada y mazonada, aclarada de azur, diestrada de una nave natural que con la proa ha roto una cadena que va desde la torre al flanco derecho del escudo; en punta, ondas de mar de plata y azur, todo surmontado en el jefe de dos cabezas de varón, cercenadas y aureoladas. Segundo, en campo de gules, una estela discoidal de ornamentación geométrica, del tipo de las estelas cántabras de Barros y Lombera (en su aplicación institucional, impera la primera de ellas). Al timbre, corona real cerrada, que es un círculo de oro engastado de piedras preciosas compuesto de ocho florones de hojas de acanto, visibles cinco, interpoladas de perlas, y de cuyas hojas salen sendas diademas sumadas de perlas que convergen en un mundo de azul o azur, con el semimeridiano y el ecuador de oro, sumado de cruz de oro. La corona, forrada de gules o rojo.
La parte histórica del primer cuartel, con una torre (representando la Torre del Oro) y una nave rompiendo una cadena, reproduce el emblema de la conquista de Sevilla por marinos cántabros al servicio del rey Fernando III de Castilla en 1248. Simboliza la gesta militar llevada a cabo el 3 de mayo de ese año por la armada de la hermandad de las Cuatro Villas al mando del almirante Ramón Bonifaz, cuyas naves lograron romper la gruesa cadena que cerraba el paso por el río Guadalquivir y que dejó expedita la incursión al resto de la flota cristiana en busca ya del puente de barcas que unía Sevilla y Triana, que también se fracturó ese mismo día. La escena aparece también en los escudos municipales de Comillas, Laredo, Santander y Santoña, villas marineras de una costa que participó activamente en esa acción histórica, así como en el del municipio interior de Corvera de Toranzo e incluso en el blasón del concejo asturiano de Ribadedeva, territorio cántabro hasta la división territorial de 1833.
La heráldica simboliza los ocho siglos de actividad que caracterizaron a la Cantabria marítima, en tanto que la referencia hagiográfica se sustancia con la inclusión de las cabezas de los santos mártires san Emeterio y san Celedonio, patrones de la diócesis de Santander junto a la Virgen de la Bien Aparecida, que representan la unidad del territorio bajo su patronato.
El segundo cuartel reproduce la imagen de uno de los más importantes legados dejados por los pueblos primitivos que habitaron la comunidad: las estelas gigantes de los cántabros. Para ello se tomó como modelo la estela de Barros, llamada así por haber sido descubierta en la localidad del mismo nombre, situada en el valle de Buelna. El escudo oficial de Cantabria se completa con la inclusión de la corona real.
La partición de tipo cortado y la escena del cuartel superior constituyen una herencia del antiguo escudo de la Diputación Provincial de Santander, diseñado por el cronista Tomás Maza Solano y vigente desde su aprobación en 1936. Este blasón fue empleado también por la Diputación Regional tras la constitución de Cantabria como comunidad autónoma hasta la adopción del diseño actual.
El escudo fue obra de una comisión técnica de expertos nombrados por el Gobierno. Formaban parte de ella los historiadores y heraldistas José Luis Casado Soto, Mario García-Oliva y Carmen González Echegaray. La propuesta final suscitó un debate en el que el Partido Socialista de Cantabria-PSOE se opuso a la inclusión del cuartel superior y presentó una enmienda en la que se proponía un escudo alternativo con la estela de Barros sobre campo de gules como único motivo. Esta otra opción fue apoyada por el Partido Regionalista de Cantabria, que también sugirió informalmente la posibilidad de sustituir el polémico cuartel por otro con el bisonte acurrucado de Altamira, que ya había sido incluido poco tiempo antes en el emblema de la Universidad de Cantabria. Finalmente, ninguna otra opción fue respaldada y salió adelante sin consenso el escudo apoyado por la Diputación Regional.
Desde su aprobación, el escudo aparece en el centro de la versión institucional de la bandera de Cantabria.

Escudo de la antigua Diputación Provincial de Santander, usado también informalmente en los primeros años de la autonomía.
Escudo de Cantabria según las normas heráldicas.
Diseño simplificado o logotipado utilizado como emblema del Gobierno de Cantabria, elegido en 2017 tras concurso público.